# Mario Basler
Mario Basler (Neustadt an der Weinstraße, 18 dicembre 1968) è un allenatore di calcio ed ex calciatore tedesco, di ruolo centrocampista.

## Carriera

### Giocatore

#### Club
In Bundesliga Basler giocò con Kaiserslautern, Werder Brema e Bayern Monaco, dopo aver giocato per Hertha Berlino e Rot-Weiss Essen in Zweite Bundesliga. Dal 2003 al 2004 visse una breve esperienza in Qatar, all'Al-Rayyan.
Con il Bayern vinse il campionato tedesco nel 1997 e nel 1999, e fu il miglior realizzatore della Bundesliga nel 1995.
Basler realizzò il gol del Bayern Monaco nella finale della Champions League 1999 contro il Manchester United al Camp Nou di Barcellona, una punizione ben piazzata al 6' di gioco. Il Bayern perse quella partita 2-1 dopo che lo United fece una straordinaria rimonta nel recupero (90' e 93').

#### Nazionale
Fece parte della Nazionale tedesca vincitrice al campionato d'Europa 1996 (la maglia di Basler era la numero 13), ma a causa di un infortunio non poté scendere in campo nella fase finale in Inghilterra; questo scaturì degli attriti tra lui e l'allora ct dei tedeschi Berti Vogts in quanto lui si era operato per giocare la rassegna continentale e non era contento di stare in panchina.
Mise a segno 2 reti in 30 presenze con la Germania.

## Palmarès

### Giocatore

#### Club
- Campionato tedesco: 2

Bayern Monaco: 1996-1997, 1998-1999
- Coppa di Germania: 2

Werder Brema: 1993-1994
Bayern Monaco: 1997-1998
- Supercoppa di Germania: 2

Werder Brema: 1993, 1994
- Coppa di Lega tedesca: 3

Bayern Monaco: 1997, 1998, 1999

#### Nazionale
- Campionato d'Europa: 1

Inghilterra 1996

#### Individuale
- Capocannoniere della Bundesliga: 1

1994-1995 (20 gol)